# 16817 Onderlička
16817 Onderlička è un asteroide della fascia principale. Scoperto nel 1997, presenta un'orbita caratterizzata da un semiasse maggiore pari a 2,4303679 au e da un'eccentricità di 0,1497091, inclinata di 4,02031° rispetto all'eclittica.
L'asteroide è dedicato all'astrofisico ceco Bedřich Onderlička.